# Union internationale de biathlon
Pour les articles homonymes, voir IBU.
L'Union internationale de biathlon (abrégé IBU : International Biathlon Union) est une association de fédérations nationales dont le rôle est d'administrer le biathlon à l'échelle mondiale et d'organiser des compétitions internationales. Elle est l'organe directeur du biathlon et décide de toutes les règles qui régissent ce sport.
L'IBU a été fondée à Londres le 2 juillet 1993 pour administrer seule le biathlon, prenant la suite de l'Union Internationale de Pentathlon Moderne et de Biathlon (UIPMB) qui, en plus du pentathlon, était également responsable du biathlon depuis l'introduction de la discipline en 1956. Ainsi les affiliations des 57 membres à la précédente union furent directement transférées vers la nouvelle instance.
L'IBU est restée affiliée à l'UIPM avant son indépendance en 1998, date à laquelle elle a été reconnue par le CIO. Depuis, l'Union Internationale de Biathlon (IBU) et l'Union Internationale de Pentathlon Moderne (UIPM) sont totalement indépendantes l'une de l'autre.
Le siège de l'IBU se trouve à Salzbourg depuis 1999.

## Associations membres
En 2018, 56 nations sont représentées au sein de l'union internationale.
Les fédérations nationales sont soit des associations de biathlon comme la Norvège ou la Russie, soit, plus généralement, de ski comme la France ou l'Allemagne, ou de sport d'hiver.
| Afrique | Amériques | Asie-Pacifique | Europe |
| --- | --- | --- | --- |
| - Kenya (Biathlon Federation of Kenya) | - Argentine (Federacion Argentina de Biathlon) - Brésil (CBDN - Brazilian Snow Sports Federation) - Canada (Biathlon Canada) - Chili (Biathlon Federation Chile) - États-Unis (United States Biathlon Association) | Asie - Chine (Chinese Biathlon Association) - Chinese Taipei (Chinese Taipei Modern Pentathlon and Biathlon Association) - Inde (Indian Biathlon Association) - Japon (Japan Biathlon Federation) - Kazakhstan (National Biathlon Federation of Kazakhstan) - Corée du Sud (Korea Biathlon Union) - Kirghizistan (Biathlon Federation of the Kyrgyz Republic) - Mongolie (Mongolian Biathlon Association) - Ouzbékistan (Republican Center of Technical Sports of Uzbekistan) Océanie - Australie (Australian Biathlon Association Inc) - Nouvelle-Zélande (Biathlon New Zealand) | \| - Arménie (Armenian Biathlon Federation) - Autriche (Österreichischer Skiverband) - Biélorussie (Biathlon Federation of Belarus) - Belgique (Belgium Biathlon) - Bosnie-Herzégovine (Ski Federation of Bosnia and Herzegovina) - Bulgarie (Bulgarian Biathlon Federation) - Croatie (Croatian Biathlon Association) - Chypre (Cyprus Biathlon Federation) - Tchéquie (Czech Biathlon Union) - Danemark (Danmarks Skiforbund) - Estonie (Estonian Biathlon Federation) - Macédoine du Nord (Ski Federation of Macedonia) - Finlande (Finnish Biathlon Association) - France (Fédération française de ski) - Géorgie (National Biathlon Federation of Georgia) - Allemagne (Deutscher Skiverband) - Grèce (Hellenic Ski Federation) - Groenland (Greenland Biathlon Federation) - Hongrie (Hungarian Ski Federation) - Italie (F.I.S.I. Federazione Italiana Sport Invernali) \| - Lettonie (Latvian Biathlon Federation) - Liechtenstein (Liechtensteiner Skiverband) - Lituanie (Lithuanian Biathlon Federation) - Moldavie (Biathlon Federation of the Republic of Moldova) - Norvège (Norwegian Biathlon Association) - Pays-Bas (Netherlands Ski Federation) - Pologne (Polish Biathlon Association) - Irlande (Snowsports Association of Ireland) - Roumanie (Romanian Ski Biathlon Federation) - Russie (Russian Biathlon Union) - Serbie (Biathlon Union of Serbia) - Slovaquie (Slovak Biathlon Association) - Slovénie (Ski Association of Slovenia Biathlon Assembly) - Espagne (RFEDI Real Federaciòn Española) - Suède (Swedish Biathlon Federation) - Suisse (Swiss Ski) - Turquie (Turkish Ski Federation) - Ukraine (The Biathlon Federation of Ukraine) - Grande-Bretagne (British Biathlon Union) \| |
| - Arménie (Armenian Biathlon Federation) - Autriche (Österreichischer Skiverband) - Biélorussie (Biathlon Federation of Belarus) - Belgique (Belgium Biathlon) - Bosnie-Herzégovine (Ski Federation of Bosnia and Herzegovina) - Bulgarie (Bulgarian Biathlon Federation) - Croatie (Croatian Biathlon Association) - Chypre (Cyprus Biathlon Federation) - Tchéquie (Czech Biathlon Union) - Danemark (Danmarks Skiforbund) - Estonie (Estonian Biathlon Federation) - Macédoine du Nord (Ski Federation of Macedonia) - Finlande (Finnish Biathlon Association) - France (Fédération française de ski) - Géorgie (National Biathlon Federation of Georgia) - Allemagne (Deutscher Skiverband) - Grèce (Hellenic Ski Federation) - Groenland (Greenland Biathlon Federation) - Hongrie (Hungarian Ski Federation) - Italie (F.I.S.I. Federazione Italiana Sport Invernali) | - Lettonie (Latvian Biathlon Federation) - Liechtenstein (Liechtensteiner Skiverband) - Lituanie (Lithuanian Biathlon Federation) - Moldavie (Biathlon Federation of the Republic of Moldova) - Norvège (Norwegian Biathlon Association) - Pays-Bas (Netherlands Ski Federation) - Pologne (Polish Biathlon Association) - Irlande (Snowsports Association of Ireland) - Roumanie (Romanian Ski Biathlon Federation) - Russie (Russian Biathlon Union) - Serbie (Biathlon Union of Serbia) - Slovaquie (Slovak Biathlon Association) - Slovénie (Ski Association of Slovenia Biathlon Assembly) - Espagne (RFEDI Real Federaciòn Española) - Suède (Swedish Biathlon Federation) - Suisse (Swiss Ski) - Turquie (Turkish Ski Federation) - Ukraine (The Biathlon Federation of Ukraine) - Grande-Bretagne (British Biathlon Union) | | |

## Président de l'UIPMB puis IBU
- Tom Wiborn (1948 – 1949)
- Gustaf Dyrssen (1949 – 1960)
- Sven Thofelt (1960 – 1988)
- () Igor Novikov (1988 – 1992)
- Anders Besseberg (de) (2/7/1993 - 12/4/2018)
- Klaus Leistner (12/4/2018 - 7/9/2018 intérim)
- Olle Dahlin (de) (7/9/2018 – )